# Supinum
Das Supinum (lateinisch für „[an das Verb] zurückgelehntes [Wort]“, zu supinare „zurücklehnen“), auch Supin oder deutsch Lagewort, ist eine infinite Verbform. Es ist eine Übersetzung des altgriechischen ὕπτιος (hyptios) „zurückgelehnt, auf dem Rücken liegend“. In der griechischen Grammatik war dies ursprünglich der Begriff für das Passiv, bis er schließlich durch παθητικών (pathetikon) ersetzt und in das Lateinische als passivum übertragen wurde.
Das Supinum kommt in verhältnismäßig wenigen Sprachen vor und drückt zumeist eine Absicht oder einen Zweck aus. In der Regel wird das Supinum mit einem Bewegungsverb verwendet. Sprachen, die kein Supinum haben, verwenden stattdessen oft den Infinitiv. Das Supinum gab es vermutlich im Proto-Indogermanischen.

## Lateinische Sprache
Im Lateinischen gibt es zwei Supina. Das Supinum I findet sich ausschließlich in Abhängigkeit von Verben der Bewegung und ist formgleich dem Neutrum Singular des Partizips Perfekt Passiv (PPP); die Endung lautet -um. Das Supinum II wird gebildet, indem man bei der Form des Supinum I das -m weglässt (Beispiel: laudāre – Supinum I: laudātum, Supinum II: laudātū). Das Supinum I wird mit „um zu“ und II mit „zu“ übersetzt. Die Formen sind eher selten.
Beispielsätze:
Supinum I:
- Mārcus nūntium mīsit rogātum vīnum. – „Marcus schickte einen Boten, um Wein zu erbitten.“
- Amīcī vēnērunt grātulātum. – „Die Freunde kamen, um Glück zu wünschen.“

Supinum II:
- Hoc est facile dictū. – „Das ist leicht zu sagen.“
- Iūcundum cōgnitū est. – „Es ist angenehm zu erfahren.“
- horribile dictū – „schrecklich zu sagen“

## Litauische Sprache
Im Litauischen existiert ein Supinum (z. B. eik malkų atneštų „geh Holz holen/ums Holz!“), jedoch wird oft anstatt des Supinums, das mit der Konditionalform (3. Person) formgleich ist, der Infinitiv verwendet. Das Bewegungsverb kann wegfallen, da schon die Supinumform allein die auszudrückende Bedeutung impliziert.

## Rumänische Sprache
Im Rumänischen wird das Supinum mit einer Präposition – meistens de – und dem Partizip gebildet:
- de lucrat vom Verb a lucra („arbeiten“)
- de scris vom Verb a scrie („schreiben“)

Es wird oft zusammen mit dem Verb a avea („haben“) benutzt und drückt die Absicht, die Verpflichtung aus:
- Am de lucrat – „ich habe zu arbeiten, ich muss arbeiten“
- Am de scris – „ich habe zu schreiben, ich muss schreiben“

Es dient auch zur Bildung vieler Komposita, in denen es meistens den Zweck ausdrückt:
- mașină de scris – „Schreibmaschine“, wörtlich: „Maschine zum Schreiben“
- mașină de spălat – „Waschmaschine“,wörtlich: „Maschine zum Waschen“

## Schwedische Sprache
Im Schwedischen wird mit Supinum die indeklinable Nebenform des Partizips Perfekt bezeichnet, die gemeinsam mit den jeweiligen Formen des Hilfsverbs ha („haben“) zur Bildung von Perfekt bzw. Plusquamperfekt verwendet wird:
- Jag har druckit lite vatten. – „Ich habe etwas Wasser getrunken.“

Demgegenüber steht das deklinierte und adjektivisch gebrauchte Partizip Perfekt:
- det druckna vattnet – „das getrunkene Wasser“

## Slawische Sprachen
Das Urslawische kannte ein Supinum (vergleiche alttschechisch spáti versus modern spat), es erhielt sich im Altkirchenslawischen. Von den lebenden slawischen Sprachen verfügen das Niedersorbische und das Slowenische über eine entsprechende Form: niedersorbisch źi spat „geh schlafen!“, slowenisch: pojdi spat „geh schlafen!“

## Supin/Supinum im Deutschen
Das Wort Supin/Supinum wird für eine infinite Verbform in Abgrenzung zum Partizip II benutzt.
Der Philologe Gunnar Bech verwendet den Begriff „Supin“ auch für das verbale Partizip II im Deutschen.
Im Schwäbischen Magazin von gelehrten Sachen zum Jahr 1776 liest man:

„Dasjenige Wort, welches ich Supinum nenne, ist freilich der Syntaxe nach vom lateinischen Supino weit unterschieden; der Formation nach aber demselben desto ähnlicher, massen das Participium praeteriti unmittelbar, ja ausser der Motion und Deklination ohne weitere Veränderung daraus gemacht ist. Doch es ist nicht das Participium selbst, weil es viel Verba gibt, die das Supinum, und doch kein Participium praeteriti haben. Gehuret, gehustet, gelebet, geschlafen, u.d.g. sind keine Participii, weil sie weder der Motion noch Deklination fähig sind. Den Participiis aber komt beides zu. Ueber dieses sind die französischen Grammatiker auf meiner Seite, welche ihr eu, été, aimé, bati, vendu u.d.g. Supina nennen, deren Gebrauch gerad so ist, wie meines Supini im Teutschen.“

Gerade für die undeklinierbaren sogenannten „Partizipien II“ der echten intransitiven Verben, die keine „Mittelwörter“, sondern „Lagewörter“ sind, ist der Ausdruck „Supinum“ treffender als der Begriff „Partizip“.